# Moorweg
Moorweg település Németországban, azon belül Alsó-Szászország tartományban. Lakosainak száma 869 fő (2023. december 31.). Moorweg Holtgast, Ochtersum és Esens községekkel határos.

## Népesség
A település népességének változása:
| Lakosok száma | 848  | 862  | 868  | 869  | 877  | 869  |
|               | 2016 | 2017 | 2019 | 2021 | 2022 | 2023 |